# I giorni dell'armonia/La vita/Sogni
I giorni dell'armonia/La vita/Sogni è il 31° singolo di Patty Pravo, pubblicato nel 1995 dalla Zard Records.

## Descrizione
Primo singolo pubblicato su CD e, dopo la partecipazione di Patty Pravo al Festival di Sanremo 1995 che segna il suo ritorno sulle scene, arriva alla 12ª posizione, però non risulta fra i 100 singoli più venduti del 1995.

## I brani

### I giorni dell'armonia
I giorni dell'armonia è una canzone scritta da Maurizio Monti e Giovanni Ullu, negli anni '80. In origine una romanza di 21 minuti, venne poi ridotta a 4. Col brano, Patty Pravo partecipò al Festival di Sanremo 1995, che segnò il suo ritorno sulle scene dopo tre anni di silenzio e assenza dall'Italia. Il brano non fu inserito in nessun album.

### La vita
La vita è una canzone scritta da Patty Pravo e Fulvio Maras (che diresse l'orchestra al Festival di Sanremo, durante le esibizioni di Patty Pravo, nel 1995), nel 1994 durante il soggiorno in Cina della cantante. Il brano fu incluso nell'album Ideogrammi.

### Sogni
Sogni è una canzone scritta da Patty Pravo, Marco Rosano e Fulvio Maras (che diresse l'orchestra al Festival di Sanremo, durante le esibizioni di Patty Pravo, nel 1995), nel 1994 durante il soggiorno in Cina della cantante.
Della stessa fu realizzato un videoclip. Il brano fu incluso nell'album Ideogrammi.

## Tracce
1. I giorni dell'armonia - 3:58
2. La vita - 4:20
3. Sogni - 4:49